# Roberto Rubio Montejo
Roberto Antonio Rubio Montejo (20 de abril de 1977) es un político mexicano, miembro del Partido Verde Ecologista de México, es diputado federal a partir de 2018.

## Reseña biográfica
Roberto Rubio Montejo es licenciado en Derecho egresado de la Universidad Mesoamericana de San Cristóbal de Las Casas. De 1999 a 2001 fue asesor legislativo en el Congreso de Chiapas y de 2002 a 2005 en el Congreso de la Unión. En 2013 ocupó el cargo se secretario de la Juventud del comité estatal del Partido Verde en Chiapas.
De 2003 a 2006 fue secretario particular del entonces diputado federal Manuel Velasco Coello, de 2006 a 2012 secretario particular del mismo Velasco al ser senador de la República y finalmente, al asumir Velasco Coello la gubernatura de Chiapas en 2012, ocupó el cargo de secretario técnico del Ejecutivo durante todo su gobierno, concluyendo en 2018.
En 2018 fue postulado y electo diputado federal por la coalición Todos por México por el Distrito 11 de Chiapas. Se integró en la bancada del Partido Verde Ecologista de México y en la LXIV Legislatura ocupó los cargos de presidente de la comisión de Medio Ambiente, Sustentabilidad, Cambio Climático y Recursos Naturales; así como secretario de la comisión de Pueblos Indígenas; e integrante de la comisión de Educación.
En 2021 fue postulado a la reelección por el mismo distrito, esta vez como candidato de la coalición Juntos Hacemos Historia, integrada por su partido, Morena y el PT; sin embargo, dicha postulación fue impugnada, al corresponder la candidatura del distrito 11 a los pueblos originarios y considerar que al no tener dicho origen, Rubio Montejo estaba usurpando la postulación; por ello manifestantes de la población de Oxchuc anunciaron que si era postulado impedirían la celebración de las elecciones. Pese a ello, el 5 de mayo la sala regional del Tribunal Electoral del Poder Judicial de la Federación, estableció la legalidad de su candidatura.
En 2021 fue reelecto diputado federal por el mismo distrito electoral a las LXV Legislatura. En la cual es secretario de la comisión de Vigilancia de la Auditoría Superior de la Federación; e integrante de las comisiones de Pueblos Indígenas y Afromexicanos; y de Reforma Político-Electoral.